# Jesper Jansson
Jesper Jansson (Växjö, 8 januari 1971) is een Zweeds oud voetballer en technisch directeur.
Hij was zowel verdediger als middenvelder, en behoorde tot de selectie van het Zweeds voetbalelftal op de Olympische Zomerspelen van 1992 in Barcelona. Hij speelde uiteindelijk slechts een wedstrijd voor zijn land, namelijk in de Joe Robbie Cup tegen de Verenigde Staten.
Nadat hij stopte als voetballer, was hij tussen 2008 en 2014 technisch directeur bij Helsingborgs IF. In 2015 werd hij hoofd van de scouting bij FC Kopenhagen. Hier vertrok hij een jaar later.
Op 28 april 2017 werd Jansson sportief directeur bij Hammarby IF.
1 Ekholm ·
2 Johansson ·
3 Björklund ·
4 Apelstav ·
5 Alexandersson ·
6 Mild ·
7 P. Andersson  ·
8 Landberg ·
9 Furth ·
10 Rödlund ·
11 Brolin ·
12 Svensson ·
13 Jansson ·
14 Moberg ·
15 Lilius ·
16 Nilsson ·
17 A. Andersson ·
18 Simpson ·
19 Gudmundsson ·
20 Axeldal ·
Coach: N. Andersson